# Hafei Ruiyi
Il Ruiyi è un piccolo veicolo commerciale pick-up prodotto dalla casa automobilistica cinese Hafei Motor. Il veicolo è stato sviluppato in collaborazione con la Pininfarina.

## Contesto
Viene commercializzato anche in Brasile e Uruguay con il marchio Effa Motors. Dal 2007 è presente anche sul mercato cileno. Viene anche importato negli Stati Uniti d'America dalla Mag International Inc. dove è conosciuto come T-MAG o T-MAG XC. La Mag sta inoltre sviluppandone una versione con motore elettrico.